# Barkeria obovata
Barkeria obovata är en orkidéart som först beskrevs av Karel Presl, och fick sitt nu gällande namn av Eric Alston Christenson. Barkeria obovata ingår i släktet Barkeria och familjen orkidéer. Inga underarter finns listade i Catalogue of Life.

## Bildgalleri

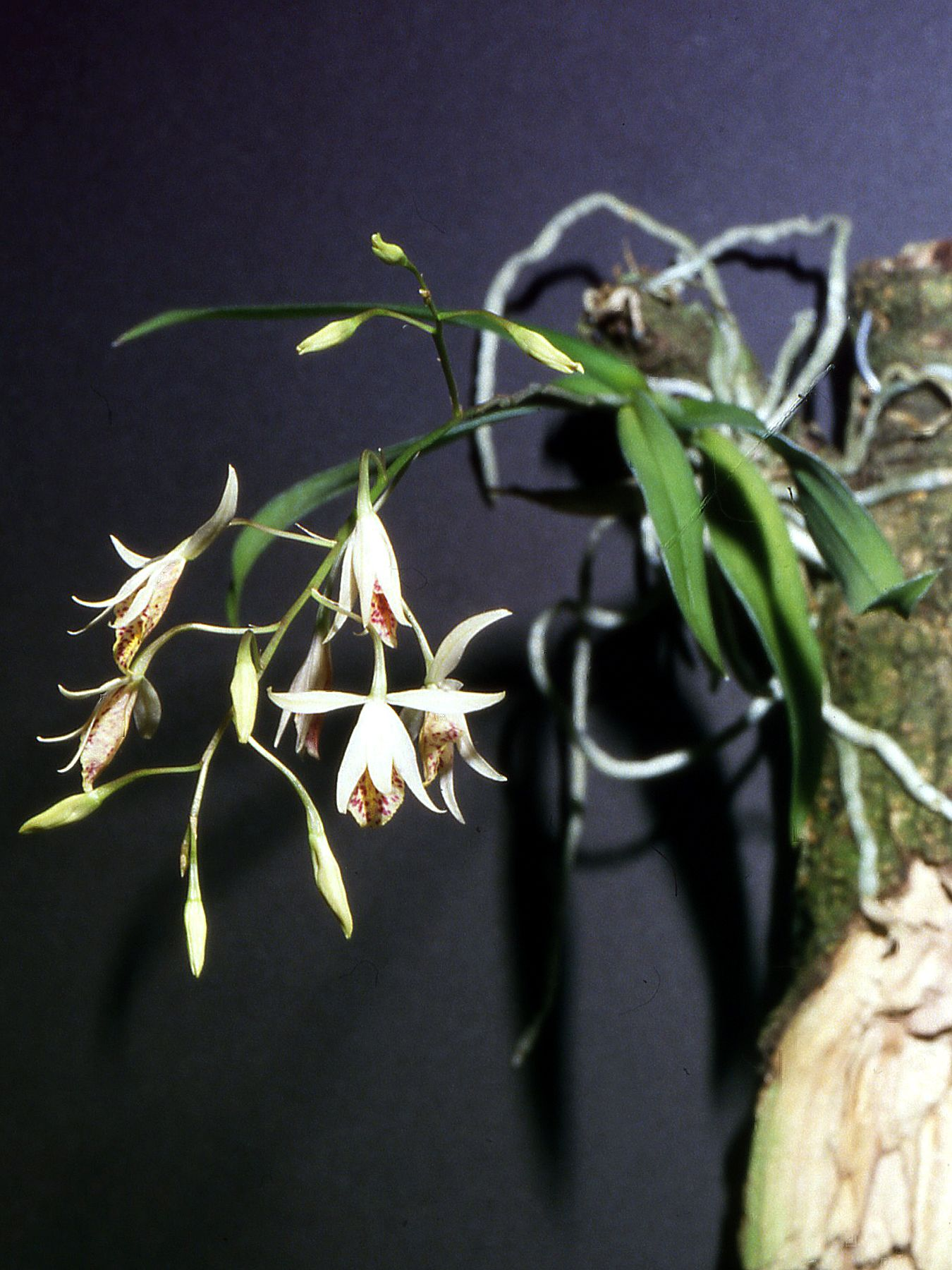
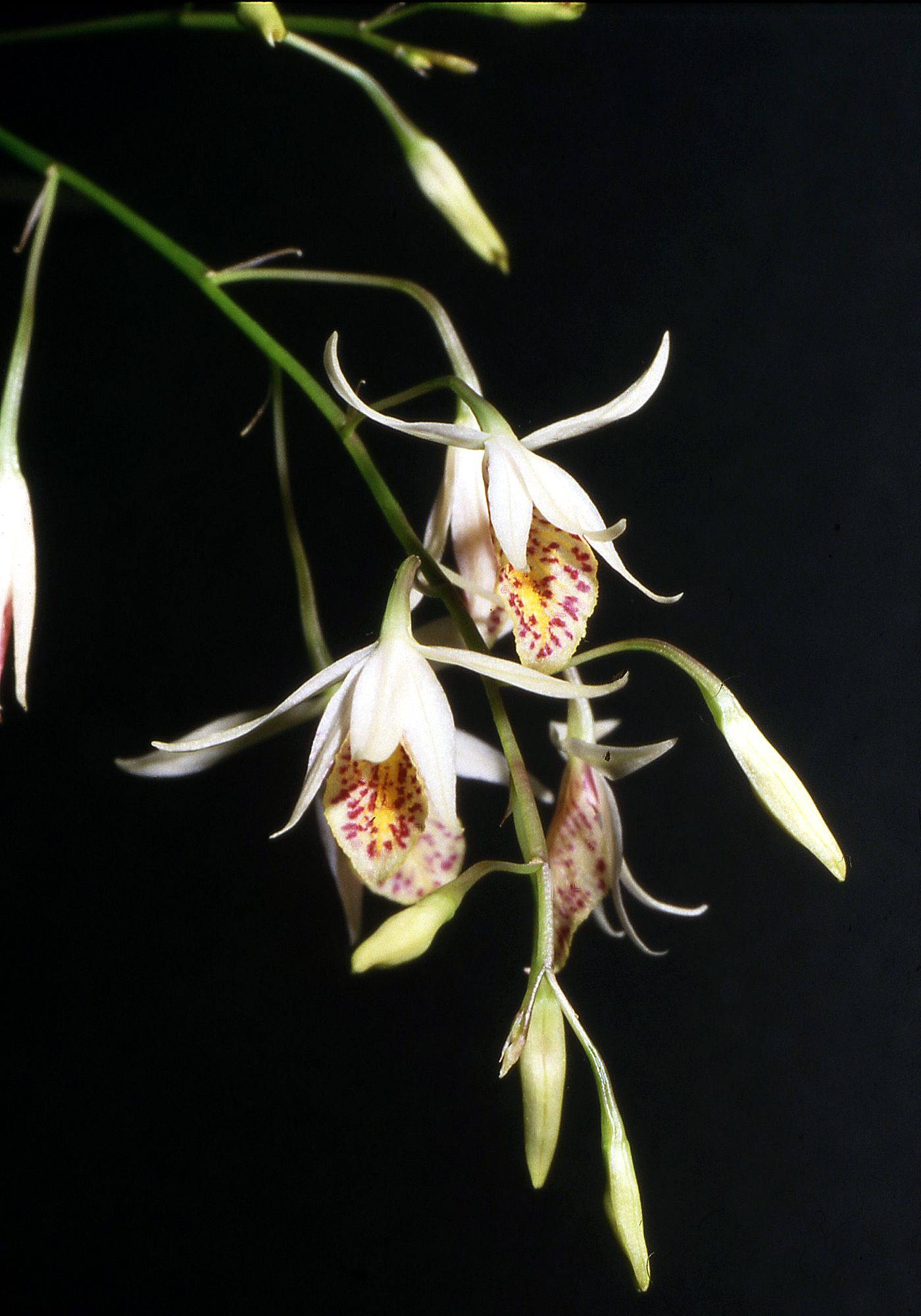
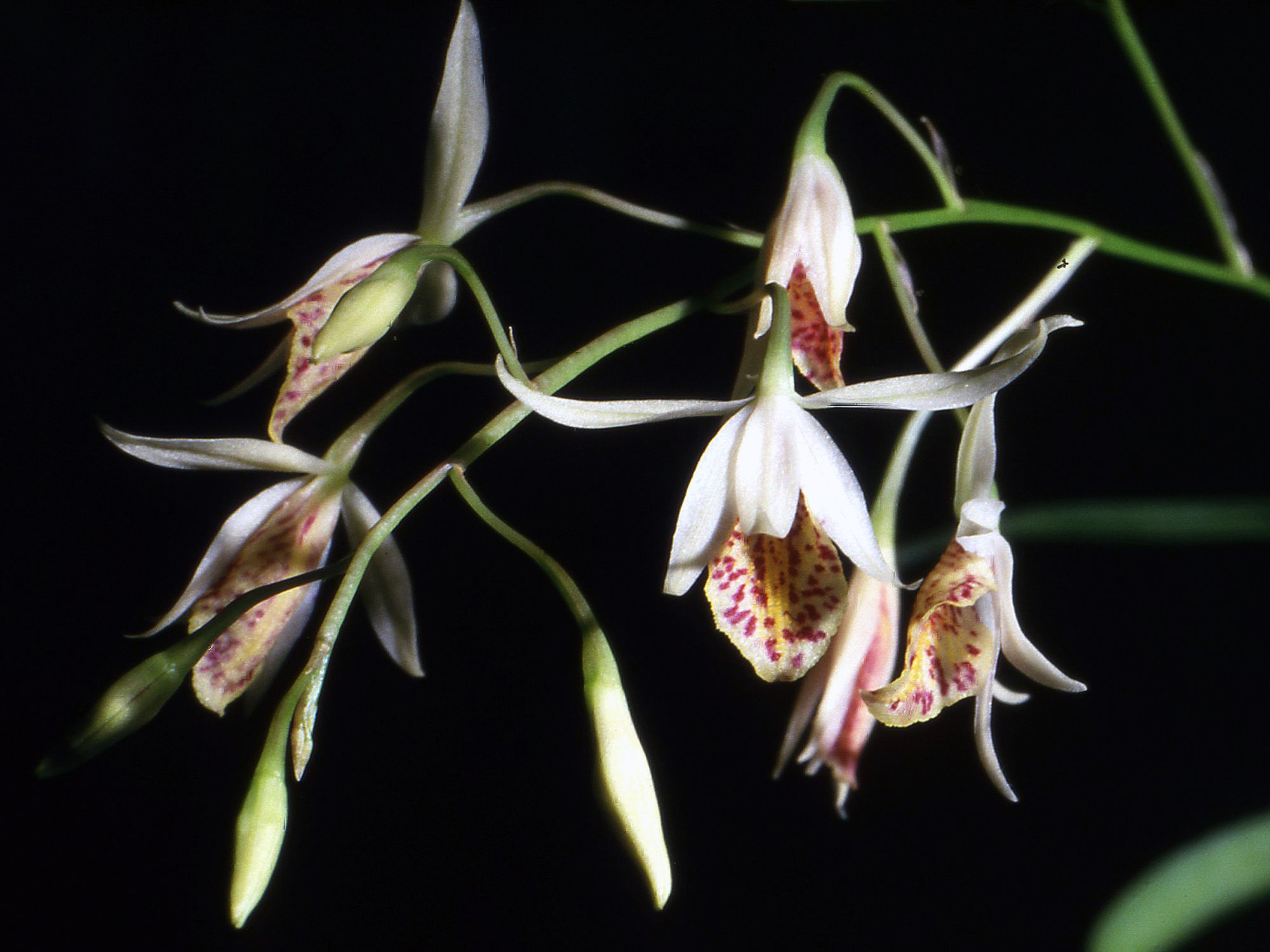